# Dionísio (duque)
Dionísio (em latim: Dionysius) foi um oficial bizantino do século VI, ativo durante o reinado do imperador Justiniano (r. 527–565). Em abril de 528, quando servia como duque da Fenícia, foi enviado com o duque de Eufratense João, o tribuno Sebastiano e os filarcos Aretas, Genufas e Naamanes numa expedição contra o rei dos lacmidas Alamúndaro III, que havia assassinado Aretas, o rei do Reino de Quinda. Foram incapazes de capturar Alamúndaro, mas destruíram seu acampamento, onde obtiveram muitos prisioneiros e butim, e tomaram quatro fortes do Império Sassânida na região. Dionísio parece ter sido sucedido como duque por Procliano.